# Bucatini

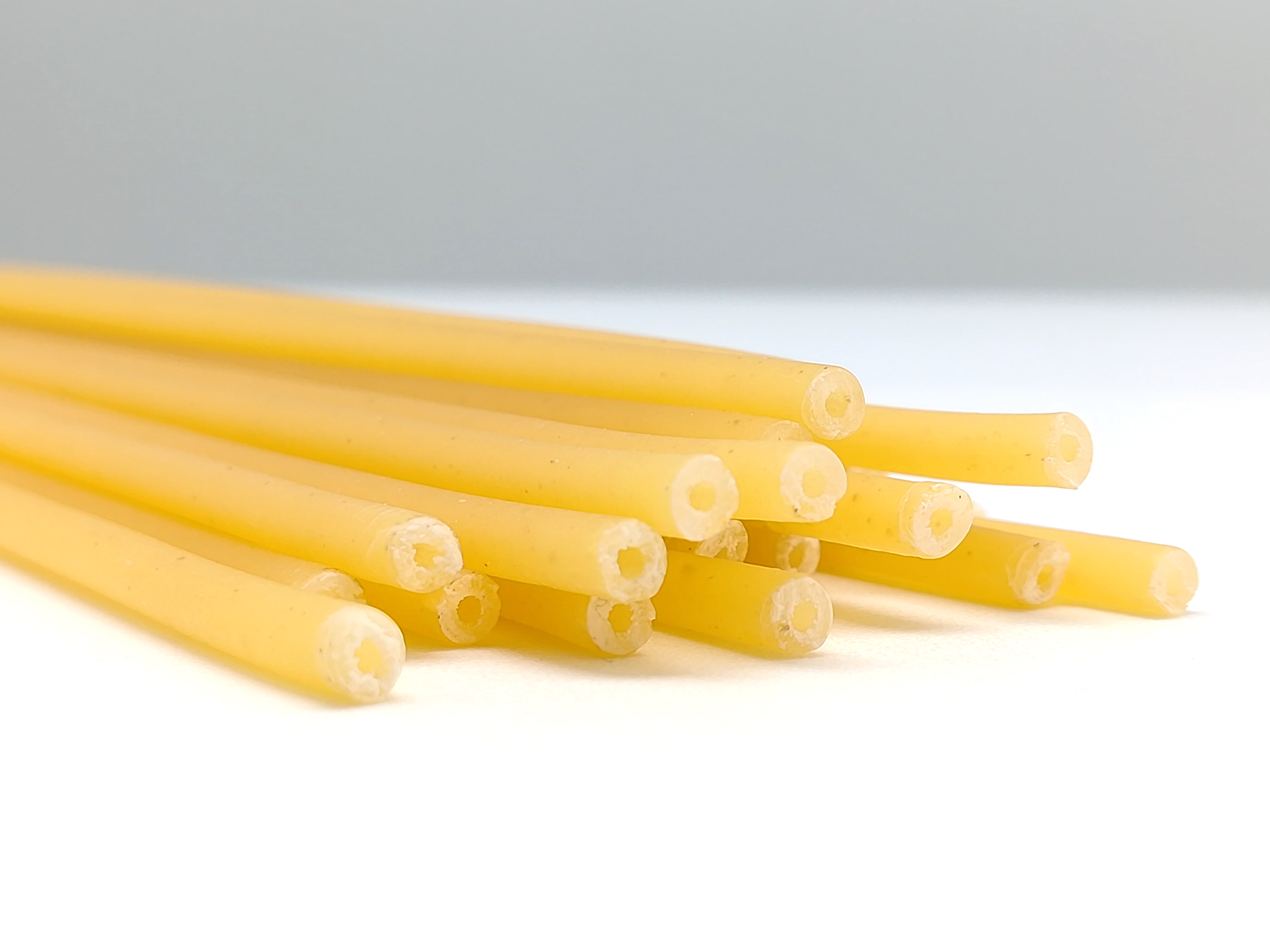
Bucatini oder Perciatelli

Bucatini (italienisch buco ‚Loch‘) oder Perciatelli sind röhrenförmige Nudeln aus Hartweizengrieß, die bei einem Durchmesser von 3 mm und einer Wanddicke von 1 mm eine Länge von etwa 30 cm besitzen. Durch ihre hohle Form nehmen sie, ebenso wie Makkaroni oder Penne, Saucen gut auf.
In Deutschland werden solche röhrenförmigen Nudeln gemeinhin auch Makkaroni genannt.

## Bekannte Gerichte
- Pasta con le sarde
- Pasta con le melanzane
- Bucatini all’amatriciana